# ستابواوکی
ستابواوکی (به لهستانی:  Stabławki) (به آلمانی: Stablack - اشتابلاک) یک روستا در لهستان است که در گمینا گورووو ایواوتسکیه واقع شده‌است.